# Маныловка
Маныловка — река в России, протекает в Тотемском районе Вологодской области. Устье реки находится в 4 км по правому берегу реки Вопра. Длина реки составляет 14 км.
Исток находится в 43 км к юго-западу от Тотьмы, основное течение проходит по Присухонской низине в заболоченной, лесистой местности. На реке расположена деревня Маныловица (Муниципальное образование «Погореловское»).

## Данные водного реестра
По данным государственного водного реестра России относится к Двинско-Печорскому бассейновому округу, водохозяйственный участок реки — Северная Двина от начала реки до впадения реки Вычегда, без рек Юг и Сухона (от истока до Кубенского гидроузла), речной подбассейн реки — Сухона. Речной бассейн реки — Северная Двина.
По данным геоинформационной системы водохозяйственного районирования территории РФ, подготовленной Федеральным агентством водных ресурсов:
- Код водного объекта в государственном водном реестре — 03020100312103000007711
- Код по гидрологической изученности (ГИ) — 103000771
- Код бассейна — 03.02.01.003
- Номер тома по ГИ — 03
- Выпуск по ГИ — 0